# ジャン＝マリー・ル・ペン
ジャン＝マリー・ル・ペン（Jean-Marie Le Pen、1928年6月20日 - 2025年1月7日）は、フランスの政治家。
フランスの政党である国民戦線（現・国民連合）創始者、初代党首。娘のマリーヌ・ル・ペンは後継の同党党首。孫娘のマリオン・マレシャル＝ルペンは同党所属の国民議会議員。

## 経歴
ブルターニュ地方ラ・トリニテ＝シュル＝メール（モルビアン県のコミューン）にて、カトリックの漁師の家庭に生まれた。ブルトン人である。"pen"という姓はブルトン語で「頭」を意味し、メンヒルのことを表している。
1947年にパリ大学法学部に進学し、在学中第一次インドシナ戦争に志願し従軍。帰国後トゥールーズで学生組織を率いた後、1956年にピエール・プジャード率いるポピュリスト運動から国民議会議員選挙に出馬。戦後最年少の27歳で議員に当選した。その後アントワーヌ・ピネーの一派に合流し、アルジェリア戦争に議員を休職して従軍。1958年にアルジェリア独立に反対してフランス大統領選挙に立候補するも敗れ、選挙戦中のトラブルから左目を失明する。
その後、右翼活動を続けながら右翼諸派の糾合を目指し、1972年に国民戦線（Front national）の結成にこぎつけ党首となる。主な政策は以下の内容であった。
- 移民排斥
- 妊娠中絶反対
- 治安強化
- EUからの脱退
- 通貨のユーロからフランへの回帰
- 国籍取得制限の強化

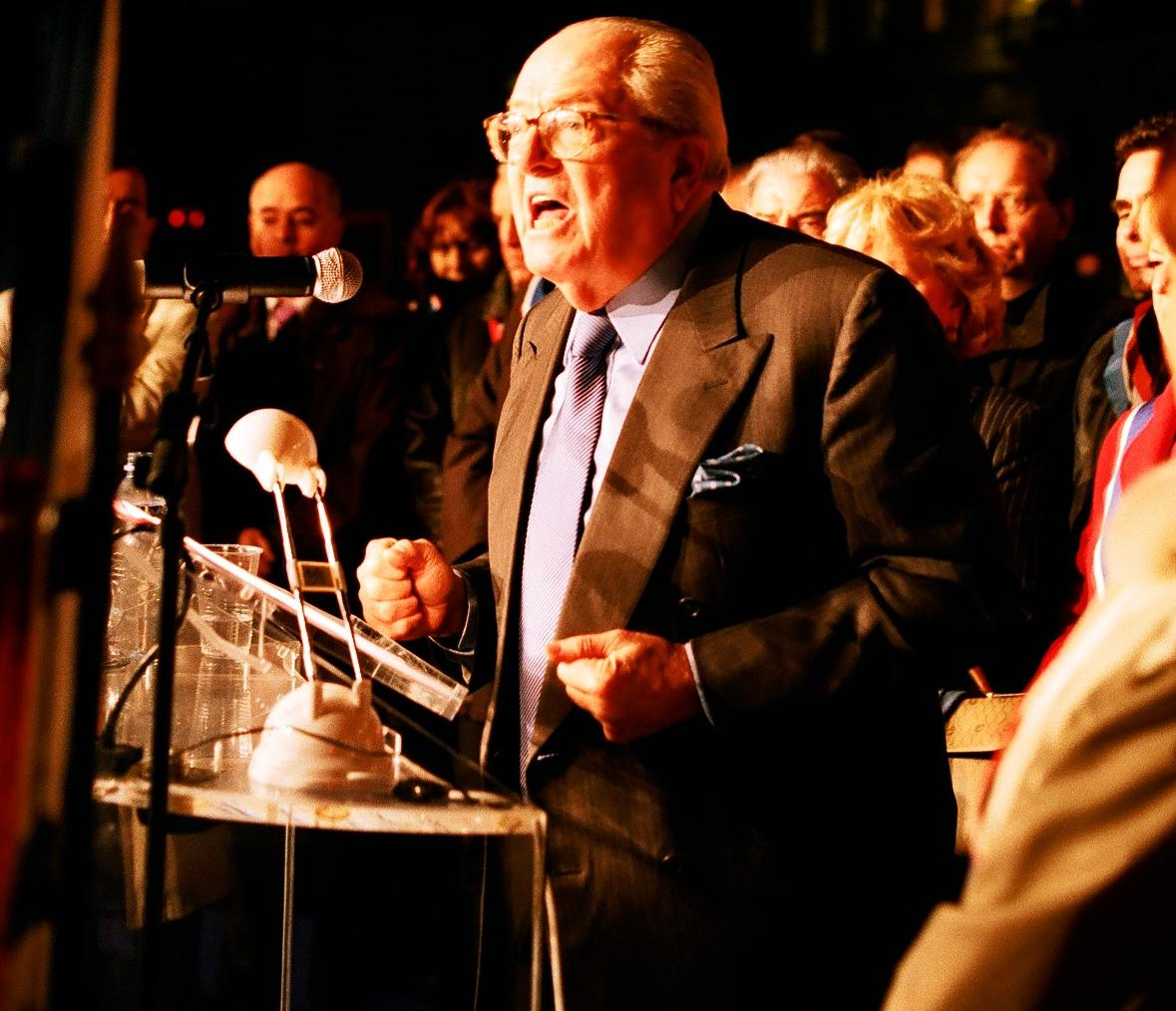
仏全土で移民2世・3世を中心とした暴動が激化した最中に国民戦線がパリで開いた屋外集会で演説するジャン＝マリー・ル・ペン 2005年11月

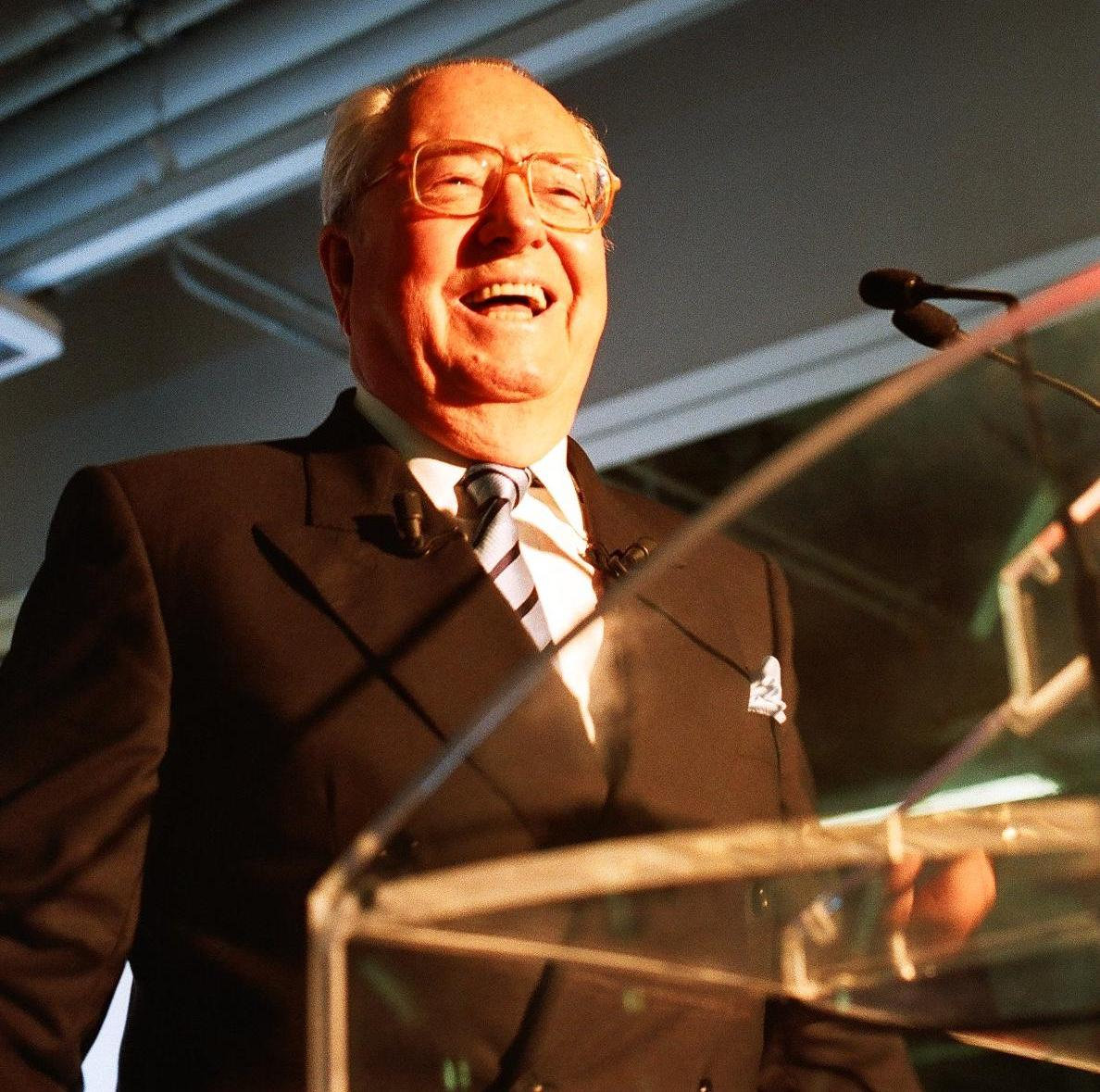
2005年5月25日に欧州憲法に反対して国民戦線がパリで開催した集会で演説するジャン＝マリー・ル・ペン

演説では、独特のだみ声で政財界やマスコミなどを軒並み罵倒するスタイルで知られた。EUが進めたグローバル化で、労働者や農家が犠牲になったなどと訴えて支持を拡大。しばしば舌禍スキャンダルを起こし、ナチスのユダヤ人虐殺を「第2次大戦史の末梢事」、広島・長崎への原子爆弾投下を「大した問題ではない」と述べた。1997年の総選挙では、選挙運動中に社会党候補のアネット・プルヴァスト=ベルジャル市長に暴力をふるったとして有罪となった。しかし、失業問題や移民問題が深刻になり、EU拡大に不安が募る中次第に支持を集め、1988年の大統領選挙では得票率14%、1995年には15%と着実な支持を得ていた。
1999年に国民戦線は内紛で分裂し、2002年の大統領選挙では泡沫候補と見なされていた。ところが、犯罪に対する社会不安から急速に支持を拡大。投票日の2日前にオルレアンで一人暮らしの男性の家が放火される凶悪事件があり、前大統領でこの時の選挙の勝者になるジャック・シラク候補が、治安問題を争点にしたことも、ルペンに対する追い風になった。この選挙で、外国人の帰化について「日本とスイスの国籍法 は完全にわれわれの考えと一致する。われわれが人種的な偏見を持っていると指摘されるのはおかしい」と主張。また、移民の間でも、ルペンが移民の中でも特にイスラム教徒の排斥を訴えた。ルペンはシラク（得票率19.71%）に次ぐ16.86%を記録し、社会党有力候補リオネル・ジョスパン（16.12%）を上回り決選投票まで残った。この結果にEU諸国は騒然とし、マスコミは「ルペン・ショック」と呼んだ。この選挙ではトロツキスト政党である革命的共産主義者同盟（LCR）のオリヴィエ・ブザンスノ候補が共産党（PCF）のロベール・ユー候補の得票を上回るなど、極左も得票を伸ばしており、「コアビタシオン」（保革共存）への不満が両極に集まったとの見方も出た。
第一回投票の世代別投票動向（フランス大手調査機関・IPSOS調査）を見ると、16人いる候補者の中で18～24歳ではルペン党首が一番人気で16%もの支持を獲得、2位のシラク候補・ジョスパン候補は各々14%。25～34歳ではシラク支持が18%（1位）なのに対し、ルペン支持は17%（2位）。職業別で見ると、失業者のルペン支持は38%で断トツ。2位のジョスパン支持（13%）に大差をつけている。肉体労働者の支持率でも30%とルペンが2位のジョスパン（15%）を圧倒。失業者や肉体労働者、若者がルペン支持に傾斜して、ルペン・ショックが起きた。
フランス革命以来の国是「自由・平等・博愛」に公然と反逆するルペンの台頭に危機感をいだいたフランスのマスコミは保守・リベラルの別なく一斉にルペンを非難した。左派を中心とした反ルペンデモは110万人を動員。保守の側からも「反ルペン・反ファシズム」キャンペーンが大規模に行われ、この時の決選相手ジャック・シラク候補は決選投票前の恒例となっているテレビ討論を拒否した。結果はシラクに得票率にして18対82の大差で敗れた。
1990年の湾岸戦争や1999年のコソボ紛争、2003年のイラク戦争などアメリカ合衆国による覇権主義的戦争に反対している。湾岸戦争の時にはイラクに乗り込み、サッダーム・フセイン大統領と会談し、フランス人の人質55人を解放させた。それ以来、フセイン政権と国民戦線は交流を深める。また、湾岸戦争以降の米国による経済制裁により苦境の中にあったイラクの子供らを助ける慈善活動も行っている。
2005年パリ郊外暴動事件を受けて更なる党勢拡大と2007年大統領選挙でも2002年大統領選挙の再現を狙った。大統領選挙で台風の目となることが予想されたが、保守・国民運動連合総裁のニコラ・サルコジが移民対策で強硬論を主張する中、ルペン等右翼支持層を浸食されていった。2006年1月には、2007年の大統領選挙に向け早々と選挙対策事務局を設置したが、出馬に必要な500筆の市町村国会議員の推薦署名集めの段階で苦戦しており、決選投票への進出以前の大統領選挙の出馬さえ危惧されていたが、サルコジが「極右にも出馬のチャンスを与えるのが民主主義だ」と自らの推薦人数人をルペンに回す「助け舟」もあってなんとか500人の署名を確保した。大統領選挙では、サルコジに対峙する形で左派・社会党のセゴレーヌ・ロワイヤルの左右両候補による激戦が繰り広げられ、さらにサルコジ、ロワイヤルの両候補に飽き足りない中間層がフランス民主連合議長（党首）のフランソワ・バイルを支持したため、ルペンの得票は伸びず、383万4530票（10.44パーセント）で4位に留まった。ルペンは、5月1日の国民戦線の集会において「決選投票はボイコットせよ」と支持者に訴えた。
2008年1月11日のフランス国際放送（Radio France Internationale, RFI）の報道によると、ルペン率いる国民戦線は資金が欠乏してきており、パリ近郊ルヴァロワにある政党本部ビルの清算に入ったという。
2010年4月12日、2011年の党大会をもって引退することを発表した。2011年1月16日の党大会で三女・副党首のマリーヌが後継者に選ばれ、自らは退任し名誉党首になった。
2014年6月6日に公開された動画の中で、ルペンは、国民戦線を批判したフランスのユダヤ人歌手パトリック・ブリュエルらに対し「驚きを感じない。今度はこちらが窯に入れてやる」と発言した。窯という語句がアウシュビッツ強制収容所を連想させたため、この発言はユダヤ人差別ではないかと批判された。ルペンは「ブリュエルがユダヤ人だとは知らなかった」と弁明したが、ルペンの娘である国民戦線党首のマリーヌ・ル・ペンはルペンの発言を問題視し、党のサイトに連載されていたルペンのブログを削除した。
こうして父娘の確執が深まり、ルペンは2015年5月に国民戦線の党員資格を停止され、10月には党を除名された。このためルペンは新党「Blue, White and Red Rally」を結成した。2017年には、上記発言に関連し、反ユダヤ主義で憎悪を扇動する発言を行った容疑で訴追されている。国民戦線からの除名後も党の名誉職にはとどまっていたが、2018年3月11日に剥奪され、マリーヌとの権力闘争も終焉を迎えた。なお、国民戦線は娘のマリーヌの路線の穏健化に伴い、国民連合（RN）に名称を変更している。
2024年4月、ジャン＝マリー・ル・ペンは家族の要請により「法的保護下」に置かれた。同月に心臓発作を起こし、同年11月には健康診断のために2週間入院し、健康状態が良くないことを発表していた。
2025年1月7日、ギャルシュの施設で心臓発作による合併症のため、死去した。96歳没。仏大統領府は声明で「70年近くにわたって公的な場で役割を果たしてきた」とした上で、「その役割は今後、歴史の審判を受ける」と表明した。RNのジョルダン・バルデラ党首はX（旧ツイッター）で「常にフランスに仕え、フランスのアイデンティティーと主権を守ってきた」とルペンの死を惜しんだ。一方で一部の市民によってその死を祝う集会が開かれ、内相のブリュノ・ルタイヨーは「政治的な敵対者であってもその死は慎みと尊厳を持つべきだ。行動は恥ずべきものである」と批判している。

## ルペンの日本観
- 1980年代の中旬にルペンは訪日したことがある。欧州議会議員だった彼を、時の首相・中曽根康弘が内閣総理大臣官邸で出迎えた。「破格の扱い」にルペンはたいそう満足していた。中曽根首相（当時）とルペンが握手を交わしている写真は自慢のひと品になっている[要出典]。
- ルペンの日本に対するイメージは良く、「日本は美しい国だ」としきりに褒めているとされる[誰によって?]。
- 2010年8月14日、一水会の招待を受け、靖国神社に参拝。ルペンは「重要なのは祖国防衛のために命を落とした人々の善意だ」と語り[14]、フランスのイスラーム化に懸念を表明した[15]。

## 朝日新聞のルペン報道
- 朝日新聞パリ支局長などを務めた国末憲人によれば、2002年の大統領選でルペンが決選投票に進出した際、朝日内部で議論し「極右」より「右翼」ではないかとして、しばらく「右翼」名称を使用したが、その後うやむやになったという。国末は、直訳だと極右だが公安用語のようで、日本の街宣車を右翼と呼ぶのに「極右」はないだろうと理由付けている[16]。
- 2002年当時パリ支局長だった大野博人は新聞記事の中で、「私は、ジャンマリ・ルペン氏を「極右」と呼ぶのに少し気が引ける」と述べ、ルペンが「移民を減らすための方法として理想と考えている国籍法の一つは日本のもの」と発言したことや、副党首で日本研究者のブルーノ・ゴルニッシュが「日本が「極右」でないのならわれわれも「極右」ではない。むしろナショナリスト政党と呼んでほしい」と発言したことを理由に挙げた。ただし大野は、日仏は歴史的にも地理的にも違い、日本を尺度にふつうの政党だと言っても意味がない、と断り書きを添えている[17]。
- 国末は2015年、日本記者クラブのエッセーの中で、ルペンには「極右」「ファシスト」との非難がつきまとうが、あえて取材をするのは「世の中がいかに不健全かを指し示す体温計的な存在」だからとしつつ、ルペンは「差別主義者」で「デマゴーグ」だが、「ファシスト」「ネオナチ」ではないと弁護して、その演説力を「その弁舌は、もはや芸術の域に達している」と絶賛した[18]。

## 栄典
|  | 軍事勇敢十字章顕彰付                                   |
|  | 志願戦闘従軍十字章                                     |
|  | 戦闘従軍十字章                                         |
|  | 植民地従軍メダル極東クリップ付                         |
|  | インドシナ戦役記念メダル                               |
|  | 北アフリカ治安維持作戦記念メダルアルジェリアクリップ付 |
|  | 中東作戦記念メダル                                     |